# 티사페르네스
티사페르네스(Tissaphernes, 고대 페르시아어: تیسافرن Tīsāfern 기원전 445년 - 기원전 395년)는 페르시아 제국 아케메네스 왕조 사트라프(태수)이다. 펠로폰네소스 전쟁에 개입하는 등 고대 그리스와도 친숙하고, 그를 언급하는 횟수가 많았다.

## 생애
펠로폰네소스 전쟁 시점에 사르디스의 사트라프였던 티사페르네스는 처음에는 스파르타와 동맹을 맺고 있었지만, 알키비아데스의 제안으로 전쟁을 연장시켜 스파르타와 아테네 모두를 피폐시키기 위해 아테네와 동맹을 맺었다. 그러나 기원전 410년 무렵에 대왕 다리우스 2세의 둘째 왕자 키루스와 교체당했고, 카리아 태수직으로 한정되었다. 이 때문에 티사페르네스는 키루스와 대립하게 되었다.
키루스가 새로운 왕으로 즉위한 형 아르타크세르크세스 2세에게 반란을 일으키자 아르타크세르크세스에게 편들어 키루스와 싸웠다. 키루스는 기원전 401년 쿠나크사 전투에서 전사했고, 티사페르네스는 사르디스의 태수직을 되찾을 수 있었다.
티사페르네스는 키루스에 편을 들어준 이오니아 도시들을 공격했기 때문에 스파르타와 적대하게 되었고, 기원전 399년에 스파르타의 왕 아게실라오스 2세의 소아시아 원정에서 쓰라림을 당했다. 티사페르네스는 그가 카리아로 진격해 올 것을 예상하고 카리아에 군대를 결집시켰다. 그러나 예상은 빗나갔고, 모처럼의 대군을 놀게 하고 적에게 많은 전리품을 전달하고 말았다. 그 후 그는 직접 아게실라오스 군과 교전을 벌이기는 하였지만, 아게실라오스 2세가 기병대에게 유리한 평야를 피하고, 철저하게 보병에게 유리한 위치에서 싸웠기 때문에 숫적으로 우세한 티사페르네스 군을 상대로 큰 승리를 거두었다. 사랑하는 아들 키루스를 잃은 원한을 품고 있던 태후 파리사티스의 중상모략을 받게 된 티사페르네스는 패전의 책임을 물어 대왕이 파견한 천부장 티토라우스테스에 의해 처형당했다. 후임 태수로는 티리바조스가 임명되었다.

## 참고 문헌
- Schmitt, Rüdiger (1991). 〈ČIΘRAFARNAH〉. 《Encyclopaedia Iranica, Online Edition》. 2013년 12월 20일에 확인함.